# 陈蔚元
陈蔚元（Tan Wee Gieen，1994年5月14日—），本名陈伟源，馬來西亞男子羽毛球運動員。他的兄長陳蔚強同為羽毛球運動員及馬來西亞國家羽毛球隊成員。

## 簡歷
陈蔚元9歲開始隨父親和兄長參與羽毛球運動，及至11歲首次參加羽毛球比賽。
2018年4月，陈蔚元出戰奧爾良羽毛球大師賽，與谢俊康合作拿得男子雙打比賽亞軍。

## 主要比賽成績
只列出曾進入準決賽的國際賽事成績：
| 年份   | 賽事                     | 公開賽級別 | 項目     | 拍檔                         | 成績   |
| ------ | ------------------------ | ---------- | -------- | ---------------------------- | ------ |
| 2013年 | 芬蘭羽毛球公開賽         | 國際挑戰賽 | 男子雙打 | Mohd Lutfi Zaim Abdul Khalid | 亞軍   |
| 2013年 | 芬蘭羽毛球公開賽         | 國際挑戰賽 | 混合雙打 | 宋佩珠                       | 準決賽 |
| 2014年 | 孟加拉羽毛球國際挑戰賽   | 國際挑戰賽 | 混合雙打 | 白燕薇                       | 亞軍   |
| 2015年 | 泰國羽毛球國際挑戰賽     | 國際挑戰賽 | 男子雙打 | 张御宇                       | 準決賽 |
| 2015年 | 越南羽毛球國際系列賽     | 國際系列賽 | 男子雙打 | 张御宇                       | 準決賽 |
| 2015年 | 孟加拉羽毛球國際挑戰賽   | 國際挑戰賽 | 男子雙打 | 陳致佃                       | 亞軍   |
| 2015年 | 孟加拉羽毛球國際挑戰賽   | 國際挑戰賽 | 混合雙打 | 賴潔敏                       | 亞軍   |
| 2016年 | 奧爾良羽毛球國際挑戰賽   | 國際挑戰賽 | 男子雙打 | 陳致佃                       | 準決賽 |
| 2016年 | 馬來西亞羽毛球國際挑戰賽 | 國際挑戰賽 | 混合雙打 | 白燕薇                       | 準決賽 |
| 2017年 | 馬來西亞羽毛球國際挑戰賽 | 國際挑戰賽 | 男子雙打 | 谢俊康                       | 亞軍   |
| 2018年 | 奧爾良羽毛球大師賽       | 超級100賽  | 男子雙打 | 谢俊康                       | 亞軍   |

| 2007-2017年 | 首要超級賽 | 超級賽 | 黃金大獎賽 | 大獎賽 | 國際挑戰賽 | 國際系列賽 | 未來系列賽 | 其他 |

| 2018-2026年 | 總決賽 | 超級1000賽 | 超級750賽 | 超級500賽 | 超級300賽 | 超級100賽 | 國際挑戰賽 | 國際系列賽 | 未來系列賽 | 其他 |